# Albrecht Ludwig Agathon Wernicke
Albrecht Ludwig Agathon Wernicke ( 1843 - 1896 ) fue un profesor, botánico, y micólogo alemán.
- La abreviatura «Wernicke» se emplea para indicar a Albrecht Ludwig Agathon Wernicke como autoridad en la descripción y clasificación científica de los vegetales.[2]

## Fuente
- Zander, R., Fritz Encke, Günther Buchheim, Siegmund Seybold. 1984. Handwörterbuch der Pflanzennamen. Ulmer Verlag. Stuttgart. ISBN=3-8001-5042-5